# جو انگل
جو هنری انگل (به انگلیسی: Joe Henry Engle) فضانورد اهل کشور ایالات متحده آمریکا بود که در ۲۶ اوت ۱۹۳۲ میلادی در چپمن، کانزاس زاده شد. وی در مأموریت نورث امریکن ایکس-۱۵، نورث امریکن ایکس-۱۵، نورث امریکن ایکس-۱۵، اس‌تی‌اس-۲، اس‌تی‌اس-۵۱-I حضور داشته است.